# Nokia 6
Nokia 6 — смартфон среднего ценового сегмента, работающий под управлением операционной системы Android 9 Pie, производившийся в 2017-2018 годах.

## История
Nokia 6 — первый смартфон от HMD Global, созданный в результате частичной продажи подразделения мобильных устройств Nokia и первый смартфон Nokia с момента выпуска Lumia 638 в 2014 году. Первоначальным рынком продаж являлся Китай с заявленной ценой на телефон в 1699 юаней или около 230 евро. Но 26 февраля 2017 года HMD Global на Mobile World Congress 2017 объявила о том, что Nokia 6 будет доступна по всему миру в более чем в ста странах в период с начала апреля по конец июня. На выставке так же представили специальную версию «Black Arte». На базовую модель цена в Европе заявлена в 229 евро и 299 евро за специальную версию.

## Особенности и характеристики

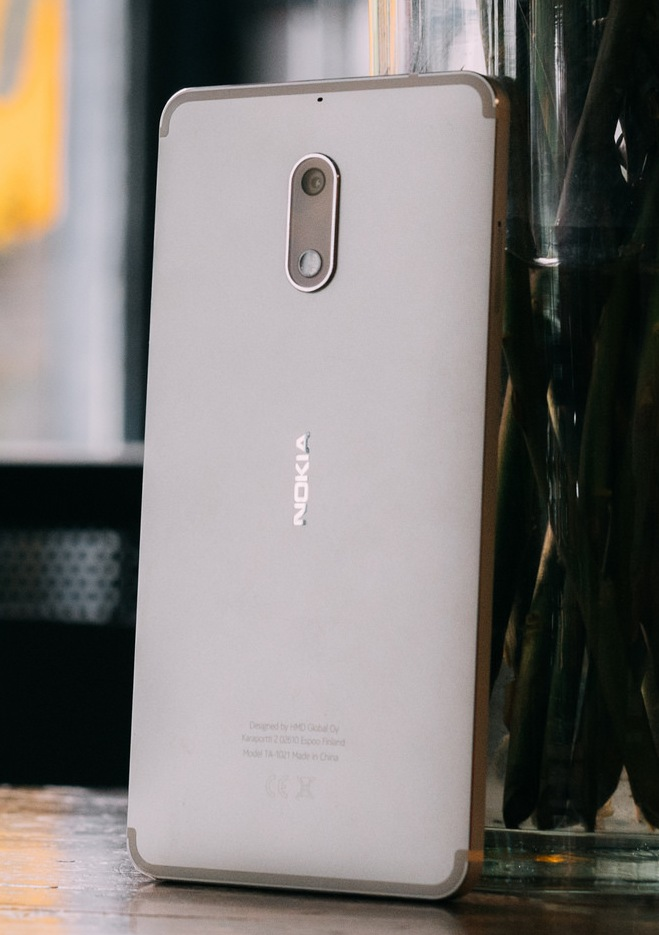
Вид Nokia 6 сзади

Корпус телефона создаётся путем фрезеровки из цельной заготовки алюминия. Также металлическими являются кнопки и задняя панель. Телефон оснащён 5,5-дюймовым IPS дисплеем яркостью 450 нит, плотностью пикселей 403 пикс на дюйм, защищенный стеклом Gorilla Glass 3 с эффектом 2.5D и олеофобным покрытием. Воздушная прослойка между стеклом и матрицей отсутствует. В качестве операционной системы в глобальной версии аппарата используется чистый Android 8.1.0 Oreo без каких-либо дополнительных оболочек, что положительным образом сказывается на быстродействии и общей производительности смартфона в целом. Также в Nokia 6 установлены две камеры: основная разрешением 16 Мп с апертурой F.2.0, фронтальная на 8 Мп с сенсором BSI и автофокусом, лоток на две SIM-карты либо одна SIM-карта + карта памяти microSD. Адаптивный сдвоенный смарт-усилитель TFA9891 обеспечивает работу стереодинамиков. Реализована поддержка технологии объемного звучания Dolby Atmos. Имеется аудио-разъём TRRS mini-jack (3,5 мм) для подключения наушников. Также реализована система шумоподавления с использованием двух микрофонов, которая работает во время телефонных звонков, видеосъемки и записи звука в режиме диктофона. Средняя кнопка является сканером отпечатков пальцев без возможности механического нажатия. По бокам от дактилоскопического датчика располагаются сенсорные кнопки навигации с подсветкой. В аппаратах TA-1021, которые предназначены для глобального рынка, имеется модуль NFC, но отсутствует LED индикатор событий и объём оперативной памяти уменьшен до 3ГБ. Однако фронтальная камера получила механизм автофокуса, которого нет в аппаратах, предназначенных для рынка Китая. Глобальная версия аппарата набирает в среднем немного больше баллов в различных программах для оценки производительности.
Nokia 6 производится в пяти различных цветах:
- Матовый чёрный
- Индиго (тёмно-синий)
- Серебряный
- Медный
- Чёрный глянцевый (версия «Black Arte»)

## Комплект поставки
В комплект входит:
- Телефон Nokia 6
- Зарядное устройство 2A 5V
- Micro USB-кабель для зарядки и передачи данных
- Проводная гарнитура с микрофоном
- Краткое руководство
- «Ключик» для извлечения лотка SIM-карты

## Операционная система
В Nokia 6 первоначально была установлена ОС Android 7.1.1. В октябре 2017 года телефон начал получать обновление прошивки, включающее в себя Android Nougat 7.1.2, в которой исправлены некоторые ошибки, повышена общая производительность и устранена проблема с балансом белого камеры во время съёмки со вспышкой в условиях слабой освещенности. Смартфон регулярно получает ежемесячные обновления безопасности. В конце декабря 2017 года была запущена программа открытого бета-тестирования Android 8 Oreo. Бета-версия не поддерживает технологию DOLBY ATMOS, которая станет доступной в финальной версии прошивки. На 22 мая 2019 г. последняя доступная версия Android для Nokia 6 — 9 Pie.
По последней информации, Nokia 6 не получит Android 10, обновления безопасности не выходят начиная с октября 2020 года